# Ministère des Moudjahidine
Le ministère des Moudjahidine et des Ayants droit (en arabe : وزارة المجاهدين) est l'administration algérienne chargée du domaine des moudjahidine depuis 1962 qui comprend l'ensemble des activités destinées à assurer la protection et la promotion des moudjahidine et des ayants-droit des chouhada.
Depuis le remaniement ministériel du 7 juillet 2021, Laïd Rebigua est le ministre.

## Organisation et attributions

### Administration centrale
Le ministre dispose d'une administration centrale dont l'organisation est définie par décret
- Le Secrétariat Général

Les directions opérationnelles du ministère sont :
- Les Directions des moudjahidines dans les wilayas

### Établissements publics
Le ministère exerce sa tutelle sur un certain nombre d'établissements :
- Centres de santé
- Musée national du Moudjahid
- Centre national d'appareillage des invalides de la guerre de Libération nationale
- Centre national d'études et de recherches sur le mouvement national et la révolution du 1er novembre 1954

## Liste des ministres
- 1962-1963 : Saïd Mohammedi
- 1963-1965 : Mohamed Seghir Nekkache
- 1965-1970 : Boualem Benhamouda
- 1970-1977 : Mahmoud Guennez
- 1977-1979 : Mohamed Saïd Mazouzi
- 1979-1980 : Mohamed Cherif Messadia
- 1980-1986 : Djelloul Bekhti Nemiche
- 1986-1989 : Mohamed Djeghaba
- 1991-1993 : Brahim Chibout
- 1994-1999 : Saïd Abadou
- 1999-2014 : Mohamed Cherif Abbes
- 2014-2017 : Tayeb Zitouni
- 2017 : Mohamed Aïssa (intérim)
- 2017-2021 : Tayeb Zitouni
- 2021 : Laïd Rebigua